# Sphoeroides greeleyi
Sphoeroides greeleyi е вид лъчеперка от семейство Tetraodontidae. Видът не е застрашен от изчезване.

## Разпространение и местообитание
Разпространен е в Американски Вирджински острови, Ангуила, Антигуа и Барбуда, Барбадос, Бахамски острови, Белиз, Бразилия, Британски Вирджински острови, Венецуела, Гваделупа, Гватемала, Гвиана, Гренада, Доминика, Доминиканска република, Колумбия, Коста Рика, Куба, Мартиника, Монсерат, Никарагуа, Панама, Пуерто Рико, Свети Мартин, Сейнт Винсент и Гренадини, Сейнт Китс и Невис, Сейнт Лусия, Синт Мартен, Суринам, Тринидад и Тобаго, Търкс и Кайкос, Френска Гвиана, Хаити, Хондурас и Ямайка.
Обитава полусолени водоеми, морета и рифове. Среща се на дълбочина от 1 до 17 m, при температура на водата около 27,2 °C и соленост 37 ‰.

## Описание
На дължина достигат до 18 cm.